# Anreißen

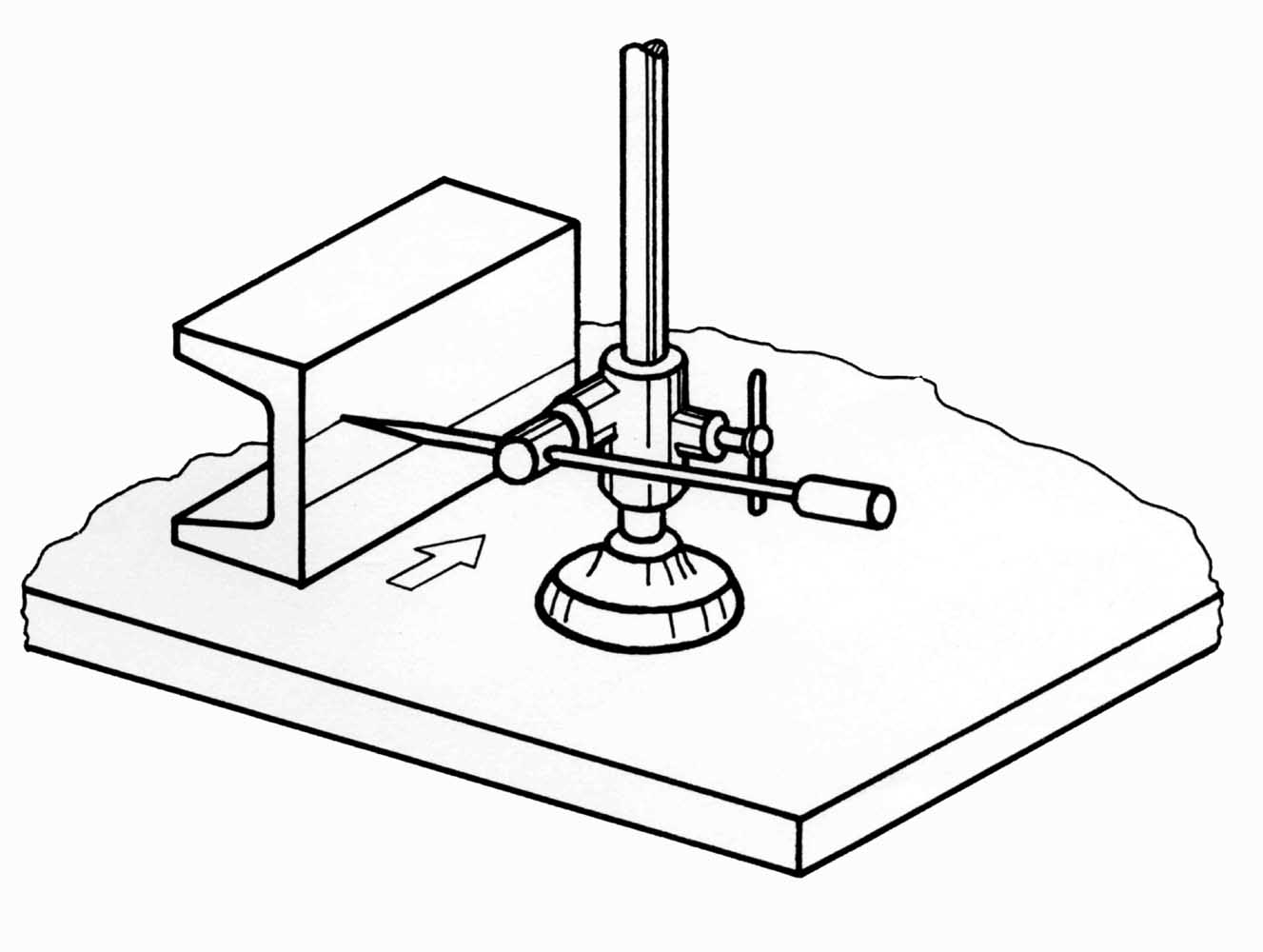
Darstellung des Anreißens mittels eines Parallelreißers auf einer Anreißplatte

Als Anreißen wird das Anbringen von Maßlinien oder Bohrpunkten auf einer Werkstückoberfläche durch Einritzen oder Zeichnen bezeichnet.

## Prinzip
Maße für Bohrungen, Schnitte und andere Bearbeitungen werden in Form von Gravuren oder gezeichneten Linien auf das Werkstück aus Holz oder Metall aufgebracht. Genauso dient es der „Vermittlung“ von Formenumrissen bei gröberen Guss- und Schmiedeteilen und bei manuellen Brennschneideverfahren. Das Anreißen wird mit einem Stift, Kreide, einer Reißnadel oder einem Reißzirkel ausgeführt.
Stifte und Kreide werden unter anderem benutzt, wenn ein Anritzen der Oberfläche vermieden werden muss (Schädigung der Fläche oder Rissbildung durch Kerbwirkung). Empfindliche Oberflächen oder solche, die keine Beschädigung erleiden sollen, können mit leicht lösbarem Papier beklebt werden, auf dem der Bleistiftriss erfolgt.
Manchmal werden die angebrachten Reisslinien durch Körnerpunkte ergänzt, um sie nach diversen Bearbeitungsvorgängen, bei denen die Linien zunehmend undeutlich werden, noch sicher identifizieren zu können. Große Werkstückumrisse werden mit einem Doppelkörner (zwei dicht nebeneinanderliegende Spitzen) entlang der Anreißlinie markiert.
Um den Riss auf metallischen Oberflächen besser sichtbar zu machen, werden spezielle dunkle, kupfersulfathaltige Lacke bzw. wässrige Lösungen (veraltet: Kupfervitriol) vor dem Anreißen auf das Werkstück aufgebracht und so – nach dem Trocknen – dadurch die metallisch blanken Anrisse hervorgehoben. In der Praxis wird anstatt einer Anreißfarbe oft ein wasserfester Stift eingesetzt. Auch ist nass aufgetragene Schlämmkreide möglich, wenn grobe Teile mit größerer Ungenauigkeit verwendet werden.
Das Anreißen durch das Nachziehen einer aufgelegten Kontur (Schablone) auf das Arbeitswerkstück erfolgt wie zuvor beschrieben. Ein bereits hoher Fertigungszustand kann durch eine Schablone auf das Werkstück projiziert werden. Gelegentlich werden dazu Pantografen zum Übertragen der Konturen im gleichen, größeren oder kleineren Maßstab verwendet.
Das Anreißen hat auch unter Berücksichtigung des nachfolgenden Fertigungsverfahrens zu erfolgen. So ist festzulegen, ob beispielsweise beim Sägen der Anriss am fertigen Teil noch vorhanden sein muss oder nicht.
Die erreichbare Genauigkeit des Anreißens beträgt ungefähr 0,1 mm.

## Werkzeuge
Alle Anreißwerkzeuge sind Bestandteil der Metalltechnik. Sie finden sich vor allem in Werkstätten mit Kleinstserien- und Einzelfertigung, aber auch im Werkzeugbau von Großbetrieben. Um eine sinnvolle Haltbarkeit (Metalltechnik: Standzeit) und eine erkennbare Ritzwirkung am Werkstück zu erreichen, sind diese Werkzeuge gehärtet oder tragen eine Spitze aus Hartmetall.
Auch in der Holzbearbeitung werden zuweilen Reißnadeln verwendet. Japanische Holzhandwerker bevorzugen dagegen ein spezielles Messer (Shirabiki), um auf Holzoberflächen besonders präzise Linien anzubringen, die für die Weiterverarbeitung von Bedeutung sind.

### Reißnadel

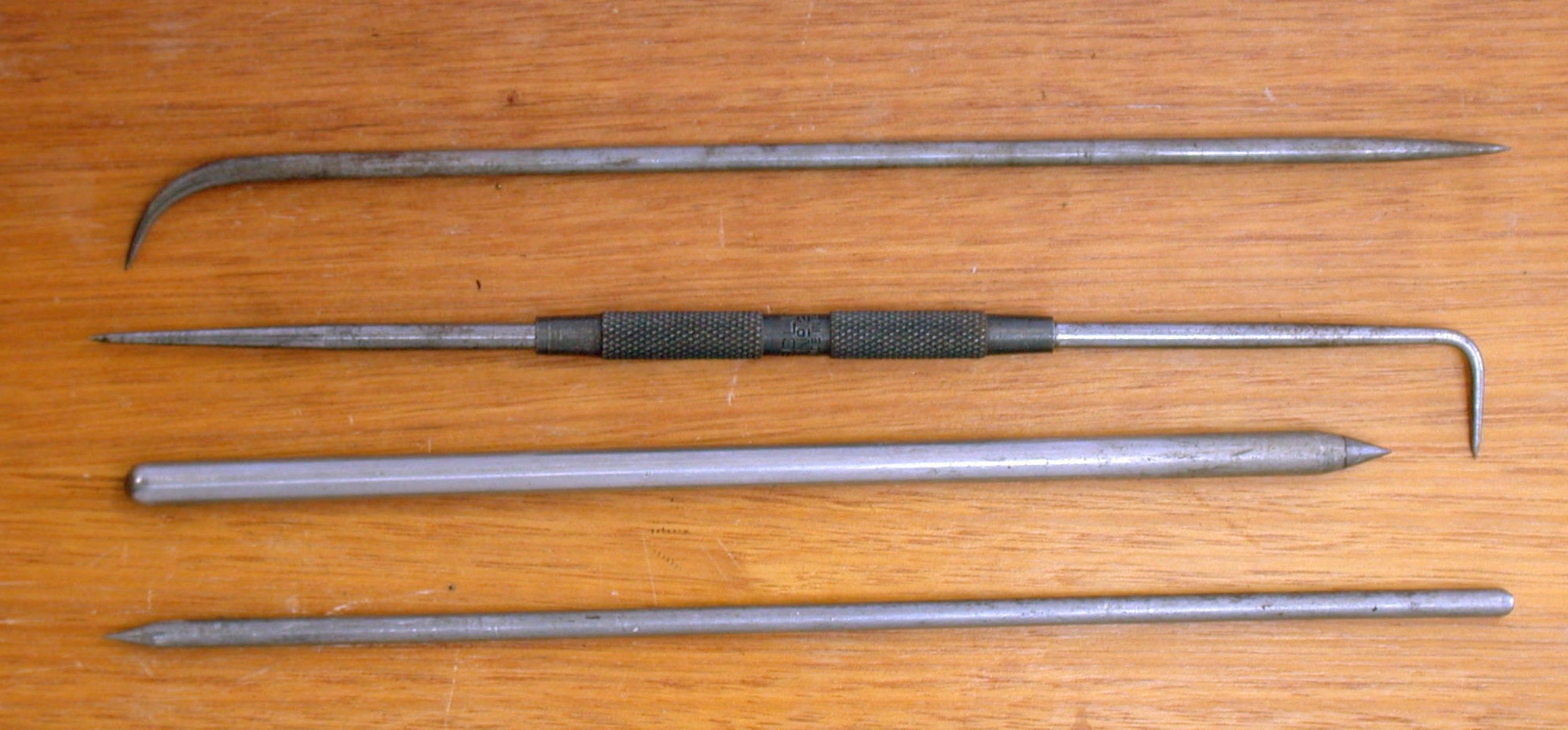
Mehrere Reißnadeln

Eine Reißnadel ist aus Stahl, Stahl mit Hartmetallspitze oder aus Messing. Typische Reißnadeln sind circa 20 bis 30 cm lang und haben einen Durchmesser von etwa 3 bis 4 mm. Meist sind sie beidseitig sehr lang angespitzt, wobei ein Ende nach circa 3 cm um 90 Grad abgewinkelt ist. Der Spitzenwinkel beträgt ungefähr 15 Grad. Typische Modelle haben in der Mitte als Griff eine Umhüllung aus einem zirka 10 cm langen, gerändelten Rohrstück. Andere Varianten sind wie Kugelschreiber mit Hartmetallspitze oder als einfache, längliche Nadel ausgeführt.

### Reißzirkel

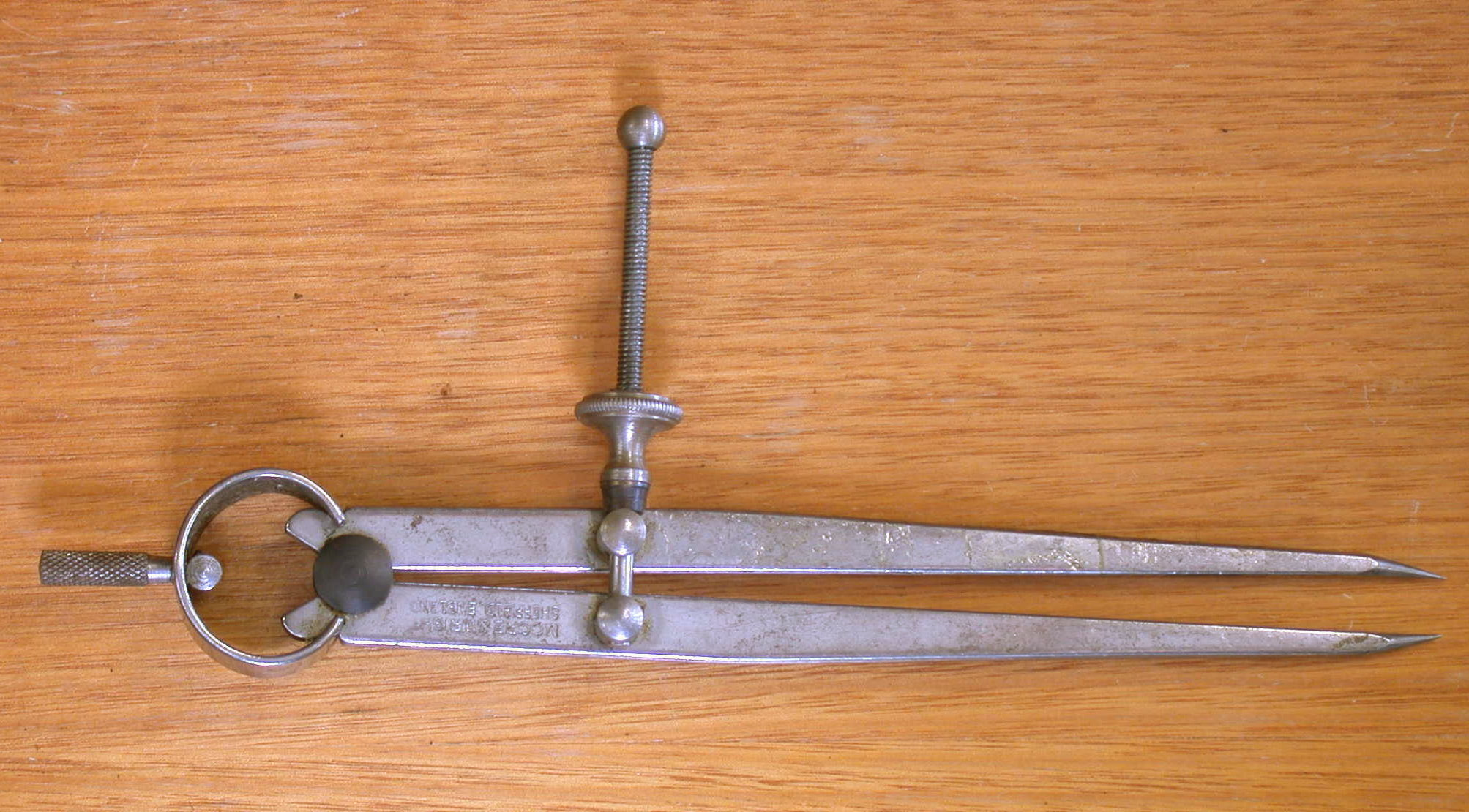
Reißzirkel

Ein Reißzirkel ist ein Zirkel, der wie eine Reißnadel Metallspitzen besitzt. Reißzirkel werden zum Anreißen von Kreisbögen verwendet, dazu wird der Kreismittelpunkt vorher mittels eines Körners markiert und eingedrückt, damit der Zirkel nicht verrutscht. Die Schenkel sind in der Standardausführung gleich lang und berühren sich bei anliegenden Schenkeln. Für Kreise, für die normale Zirkel nicht ausreichen, werden sogenannte Stangenzirkel verwendet. Sie haben an einem Ende eine feststehende kurze reißnadelartige Metallspitze, daran befestigt eine Metall- oder Holzschiene mit Millimeterskala und eine zweite an einem bewegliche Schieber mit Nonius und Feststellschraube befestigte ebensolche Spitze zum Anreißen des Kreises.

### Höhenreißer
Höhenreißer oder Parallelreißer dienen dem Anreißen von Hilfslinien, die parallel zur Auflagefläche des Höhenreißers verlaufen. Höhenreißer bestehen aus einem schweren Standfuß, auf dem vertikal ein Ständer mit Skala angebracht ist. Den Ständer umschließt eine mit Nonius oder digital arbeitende, vertikal bewegliche Einheit, dessen Reißnadel sich weiterhin mittels zweier Schrauben horizontal verstellen lässt. Höhenreißer ohne Skala werden mithilfe eines Standmaßes eingestellt.

Höhenreißer
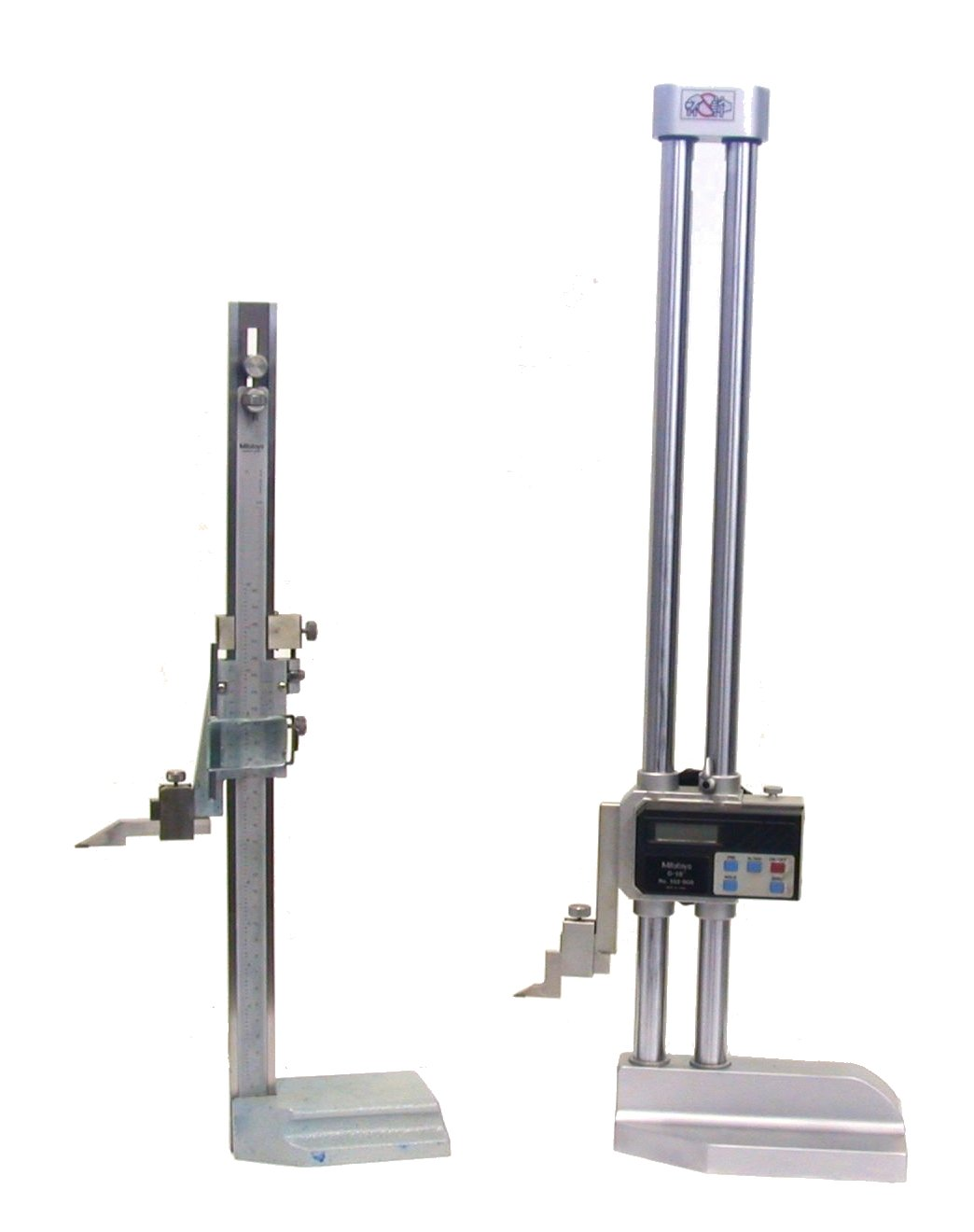
Analog und digital
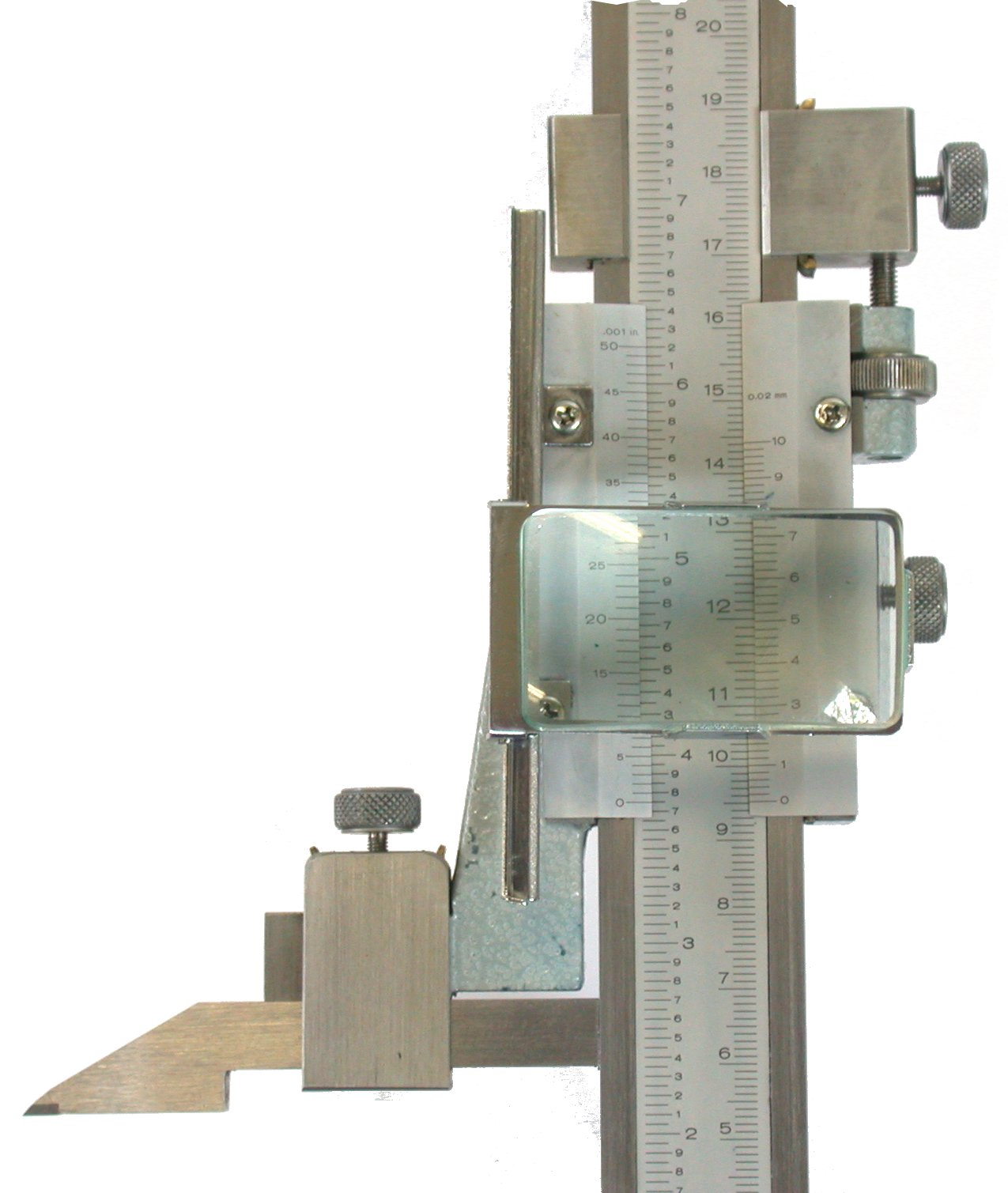
Mit analogem Nonius
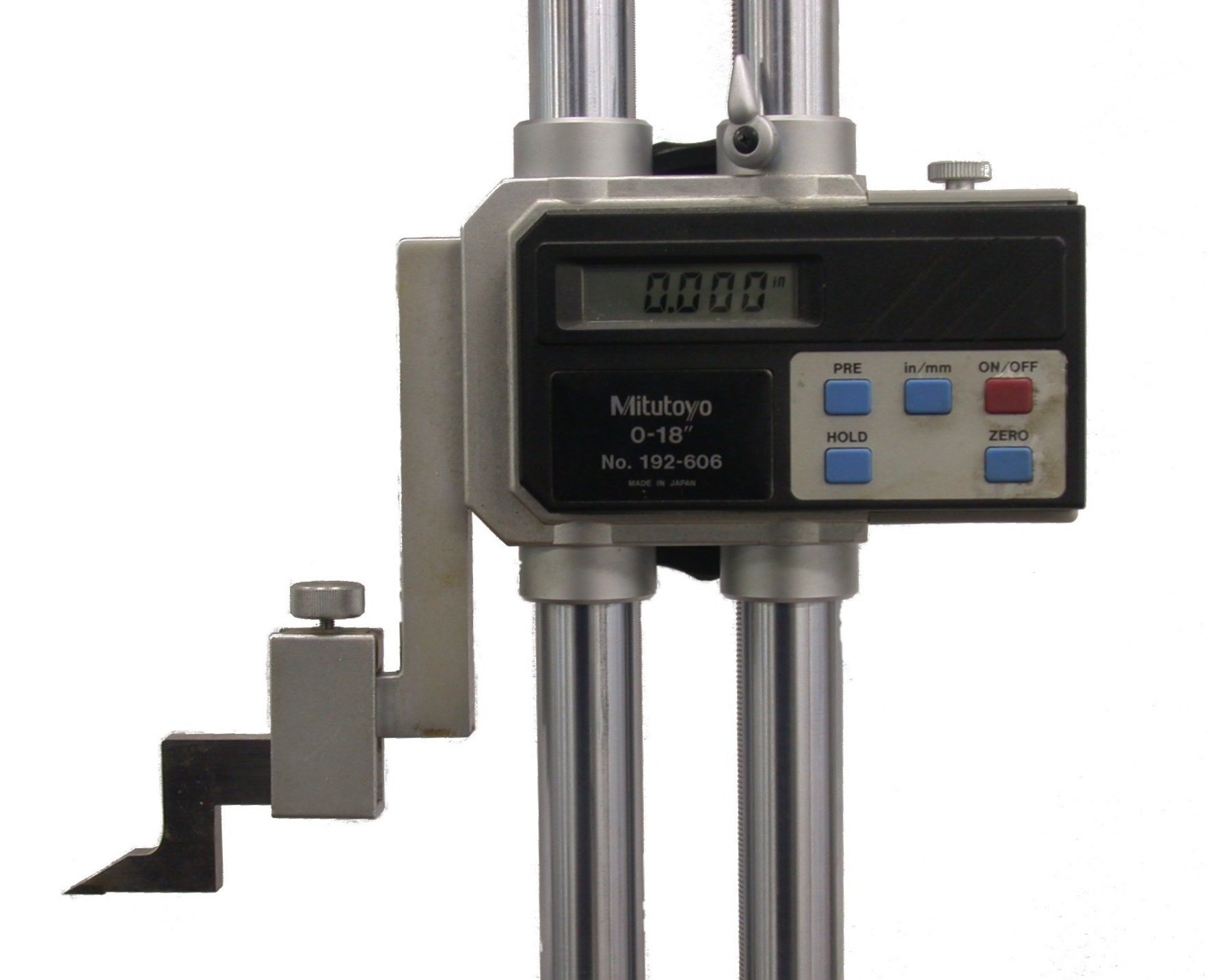
Mit elektronischer Ziffernanzeige

### Streichmaß oder Anreißmessschieber
Das sogenannte Streichmaß und der Anreißmessschieber sind eine Mischung aus Messschieber und Parallelreißer. Mit Streichmaßen werden Anrisslinien parallel zu einer Werkzeugkante gezeichnet.

## Hilfsmittel zum Anreißen

### Anreißtisch bzw. Anreißplatte

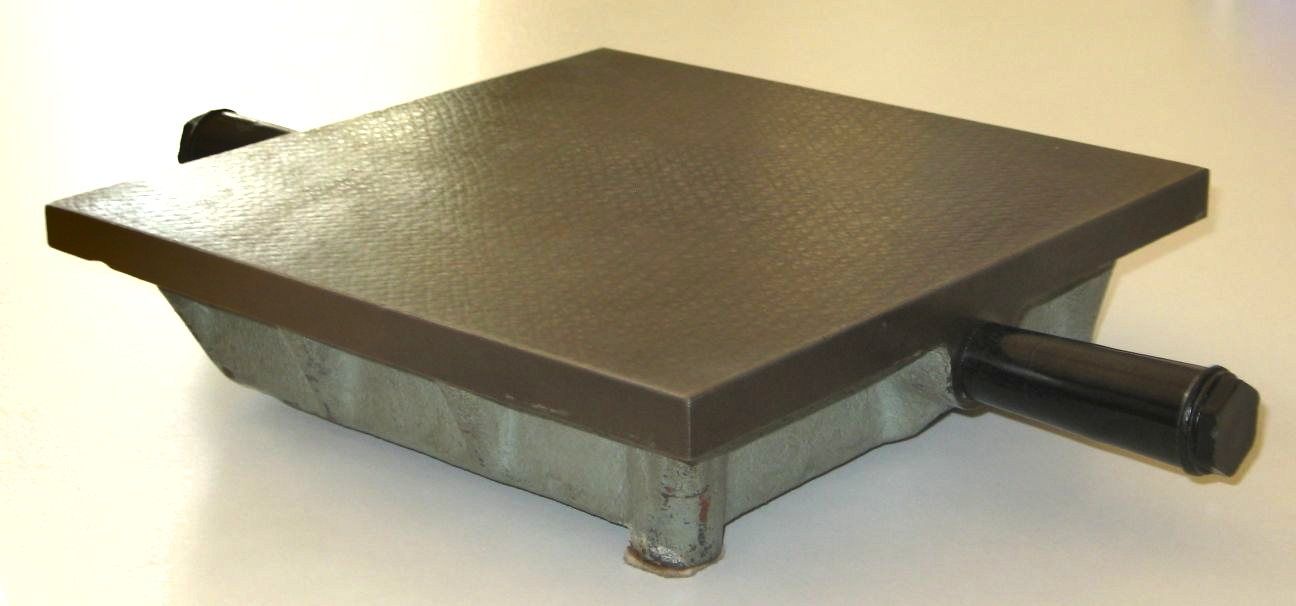
Anreißplatte

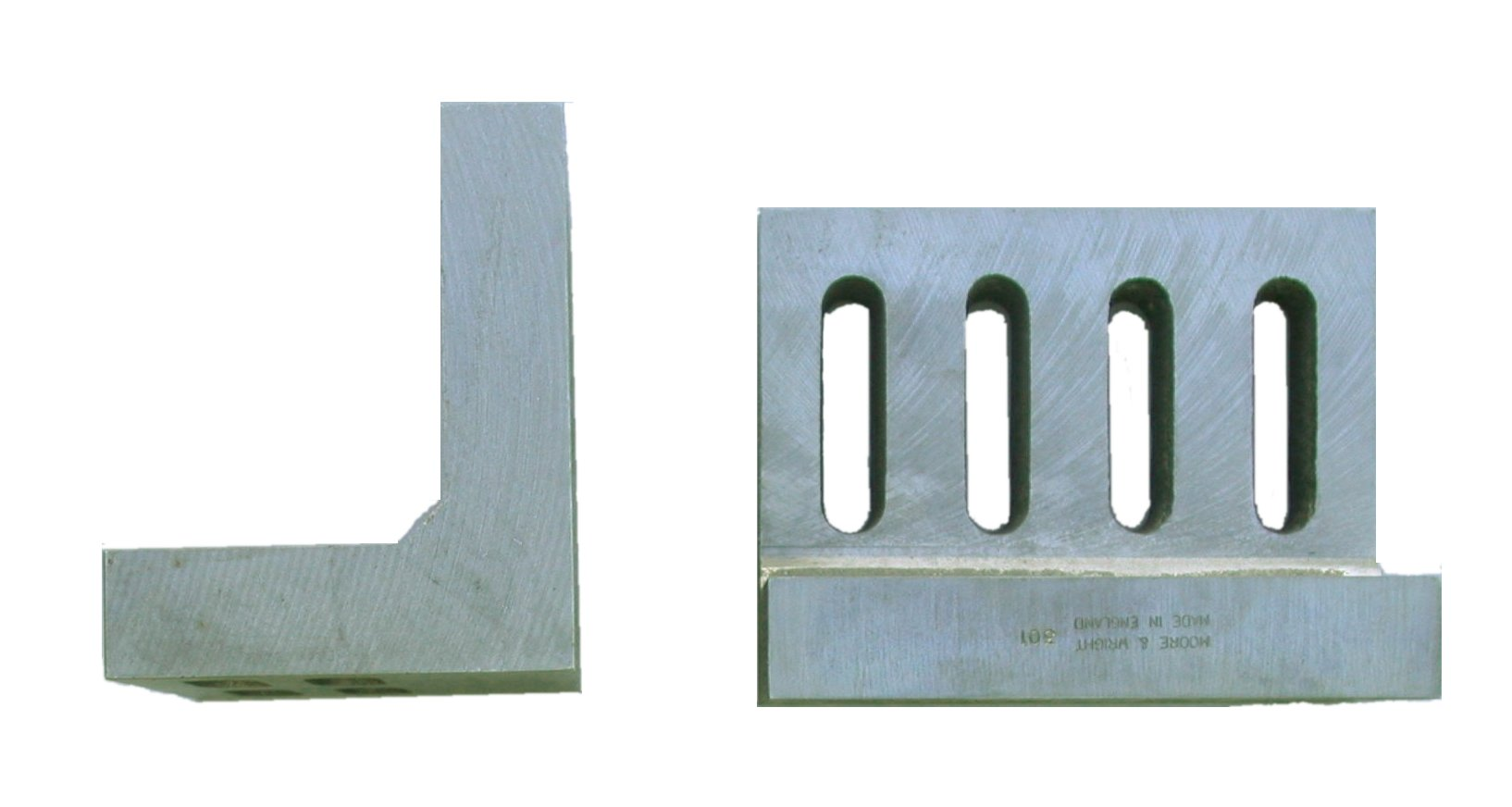
Anlegewinkel

Anreißplatten dienen als Auflage für Werkstücke und als Bezugsebene beim Anreißen. Sie haben eine sehr ebene Oberfläche aus Grauguss oder Granit. Anreißplatten weisen bei Beschädigungen keine Aufwölbungen auf und behalten somit eine hohe Ebenheit. Mitunter stehen Anreißtische auf drei Beinen, um bei unebenem Boden nicht zu wackeln.
Damit die Anreißlinie absolut gerade verläuft, werden Höhenreißer auf der Anreißplatte geführt. Um das Führen des Parallelreißers zu erleichtern, wird Graphit in Flockenform auf den Anreißtisch gestreut.
Falls erforderlich, werden Werkstücke mit Untersätzen, Parallelleisten, Prismen, Anlegelinealen und -winkeln und Wasserwaagen auf der Anreißplatte ausgerichtet.
Anreißplatten dürfen nicht als Ablage für Werkzeuge und Werkstücke oder als Richtplatte verwendet werden, um die Oberfläche nicht zu beschädigen.
Viele Anreißtische sind mit einer sogenannten Anreißmaschine ausgestattet. Anreißmaschinen sind 3-achsig verfahrbare Ständer. Die drei Achsen sind heute mit einem Achsmesssystem ausgestattet. Die Achspositionen werden über einen Messzähler angezeigt. Die Achsen werden entweder manuell über Handräder oder motorisch bewegt. Die  Werkstücke werden mit wechselbaren Anreißwerkzeugen wie Reißnadeln oder Reißzirkel angerissen.

### Teilapparat

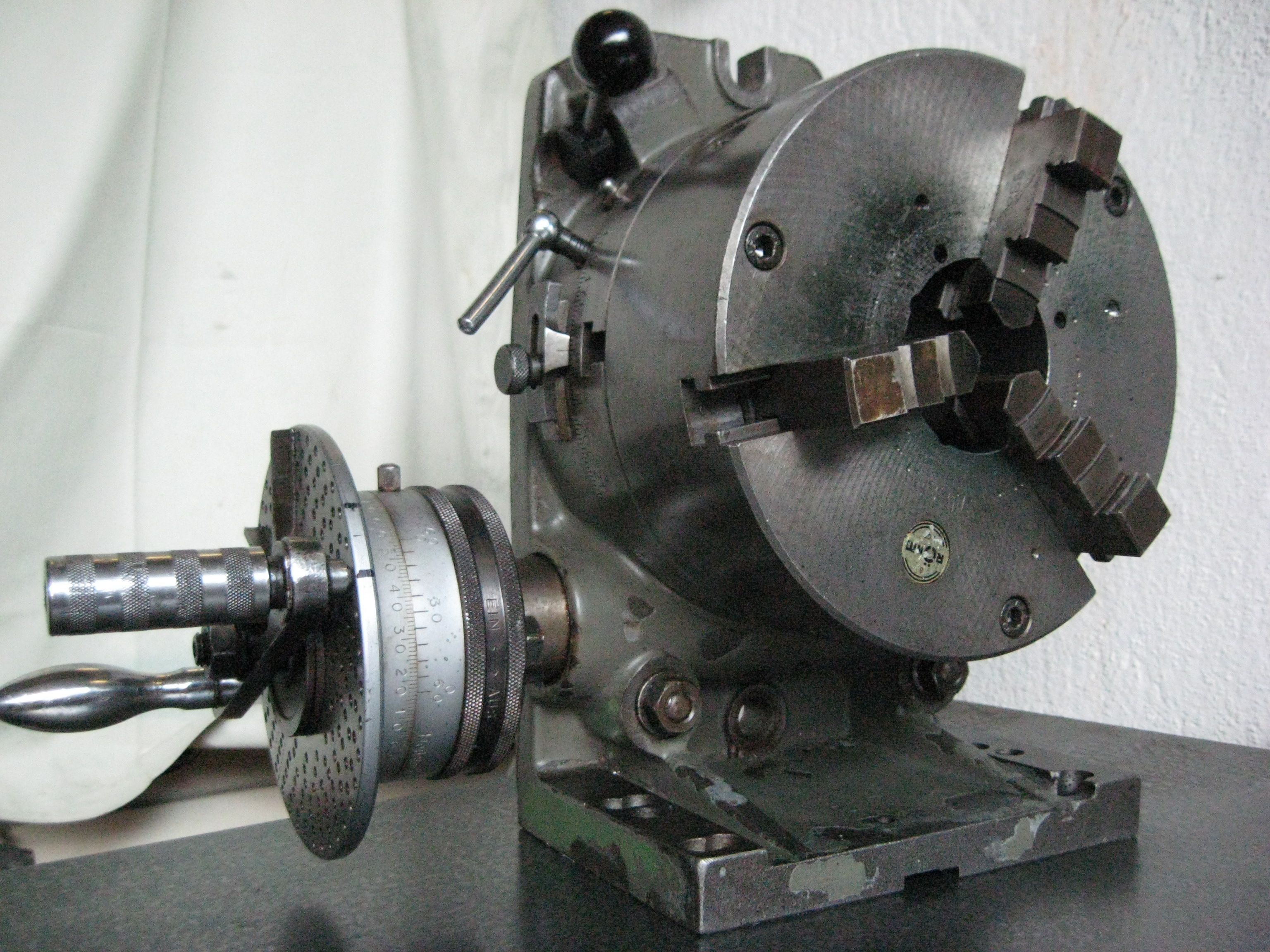
Teilapparat mit eigenem Aufspannwinkel

Der Teilapparat ist eine Vorrichtung, die es gestattet, Bauteile wiederholt um genaue Winkelmaße zu drehen und diese darin für den Anreißprozess und weitere Bearbeitungen zu fixieren.

### Anreißwinkel

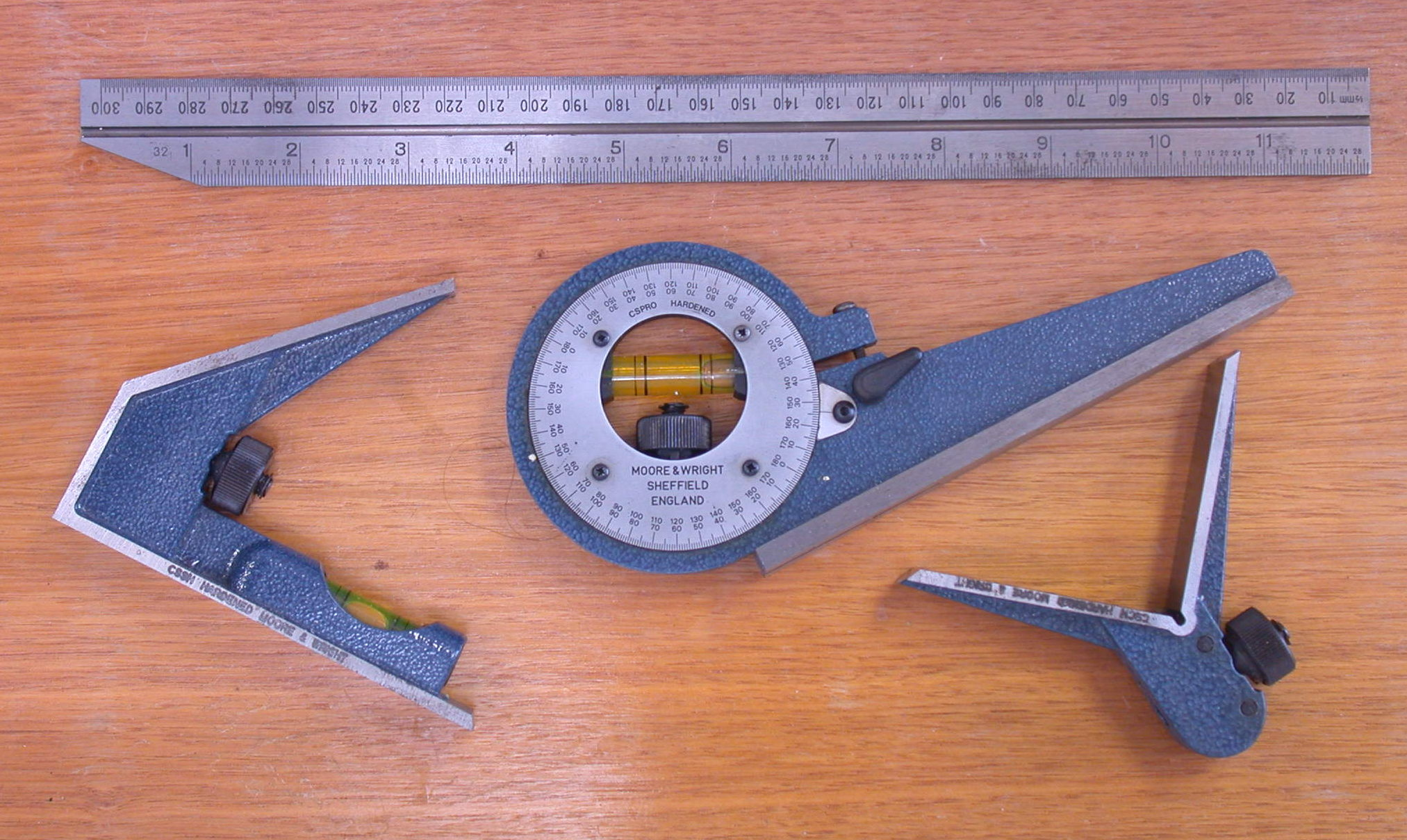
Anreißwinkel

Anreißwinkel sind Vorrichtungen, die es gestatten, Winkelmaße an Bauteilen zu ermitteln und diese Winkel auf andere Bauteilen zum Anreißen mittels Reißnadel zu übertragen.

### Zentrierwinkel
Mit Zentrierwinkeln können durch mehrmaliges Anreißen die Mittelpunkte von kreiszylindrischen Werkstücken ermittelt werden.

## Geometrische Bestimmung und Prüfung mit dem Anreißverfahren

Geometrische Konstruktionsmethoden
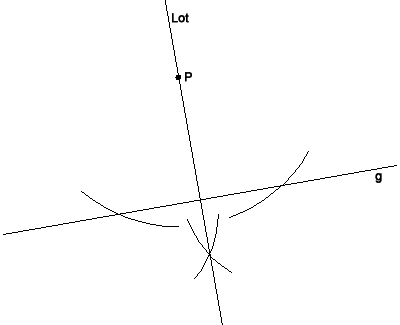
Lot aus einem Punkt auf eine Linie
Bestimmung eines rechten Winkels auf/von einer Linie

Mit Anreißlinien werden in der Arbeitsvorbereitung vor oder zwischen Arbeitsgängen, z. B. an verschiedenen Maschinen, Maßpunkte und -ebenen an Werkstücken bestimmt und kenntlich gemacht. Dabei werden auch komplexere klassische Verfahren der Geometrie angewendet (z. B. Bestimmung eines Lots oder eines exakten rechten Winkels zwischen zwei Reißlinien ohne Anreißtisch).
Wird an einem aufrecht stehenden Werkstück ein Höhenmaß und zusätzlich ein Seitenmaß als Höhenmaß angebracht und das Werkstück auf die Seite gelegt, ergibt sich der exakte Schnittpunkt beider Maße. Ähnlich kann mit einem Prisma bei Drehteilen durch Anbringen von drei Linien auf gleicher Höhe, nach Drehung des Drehteils im Prisma um jeweils etwa 120 Grad, das verwendete Höhenmaß und die Drehachse überprüft oder genau gekennzeichnet werden.

## Nachteile
Reißnadeln und Anreißmesser können auf der Werkstoffoberfläche eine Kerbe erzeugen, die trotz ihrer geringen Ausdehnung Kerbeffekte/Kerbwirkungen auslösen können, die das Bauteil durch schwingende Belastung zerstören können. Das gilt besonders für weiche Werkstoffe, wie Aluminium und seine Legierungen. Im Flugzeugbau sind Reißnadeln daher nicht zulässig und werden durch spezielle Stifte ersetzt, die die Werkstoffoberfläche nicht einritzen oder einkerben können.